# Masakr v Buči
Jako masakr v Buči (ukrajinsky Бучанська різанина) se označuje hromadné vraždění ukrajinských civilistů v Kyjevské oblasti ve městě Buča a jeho okolí během ruské invaze na Ukrajinu spáchané v březnu 2022 ozbrojenými silami Ruské federace. První fotografické a video důkazy masakru se objevily 1. dubna 2022.
Ukrajinské úřady uvedly, že zemřelo více než 300 lidí a masakr označily za genocidu, dále ukrajinské úřady požádaly Mezinárodní trestní soud, aby prošetřil, co se ve městě stalo. Ministr obrany Ukrajiny Oleksij Reznikov uvedl, že počet lidí zabitých ruskými jednotkami v Buči v Kyjevské oblasti je vyšší než počet obětí masakru ve Vukovaru. Ruské ministerstvo obrany tvrdí, že všechny ruské vojenské jednotky opustily město 30. března, civilisté se mohli volně pohybovat a ani jeden místní civilista z jejich strany neutrpěl žádné násilí. K srpnu 2022 bylo nalezeno 458 těl obětí.
Mužem, který je podle dostupných informací za masakr odpovědný, je podplukovník Azatbek Omurbekov, velitel 64. motostřelecké brigády. Podle ukrajinských zdrojů nejen toleroval brutalitu svých podřízených, ale sám střílel civilisty a znásilnil několik žen. V Rusku byl za své bojové aktivity na Ukrajině oceněn vyznamenáním Hrdina Ruské federace za „odvahu a hrdinství“.

## Předcházející události
V rámci invaze na Ukrajinu v roce 2022 vstoupila ruská armáda do země přes jižní hranici Běloruska. Jedním z počátečních kroků byl postup směrem k ukrajinskému hlavnímu městu Kyjevu a spolu s obrovskou kolonou vojenských vozidel se ruská armáda přesunula na Ukrajinu severně od Kyjeva. Dne 27. února 2022 se ruské předsunuté jednotky přesunuly do města Buča, které se tak stalo jednou z prvních okrajových oblastí Kyjeva, kam se ruské síly přesunuly. Podle ukrajinské vojenské rozvědky byly ruské síly obsazující město Buča 64. motostřeleckou brigádou 35. vševojskové armády.
Koncem března, před ruským ústupem z Kyjeva, generální prokurátorka Ukrajiny Iryna Venediktová uvedla, že ukrajinští prokurátoři shromáždili důkazy o 2 500 případech podezření z válečných zločinů spáchaných Ruskem během invaze a identifikovali „několik stovek podezřelých“. Matilda Bognerová, vedoucí monitorovací mise OSN pro lidská práva na Ukrajině, rovněž vyjádřila obavy ohledně přesné dokumentace civilních obětí, konkrétně v oblastech a městech pod těžkou palbou, a zdůraznila nedostatek elektřiny a spolehlivých komunikací.
V rámci všeobecného ústupu ruských sil severně od Kyjeva a útoků ukrajinské armády na ruské formace ustoupily ruské jednotky v oblasti Buča na sever. Ukrajinské síly vstoupily do města 1. dubna.

## Masové zabíjení

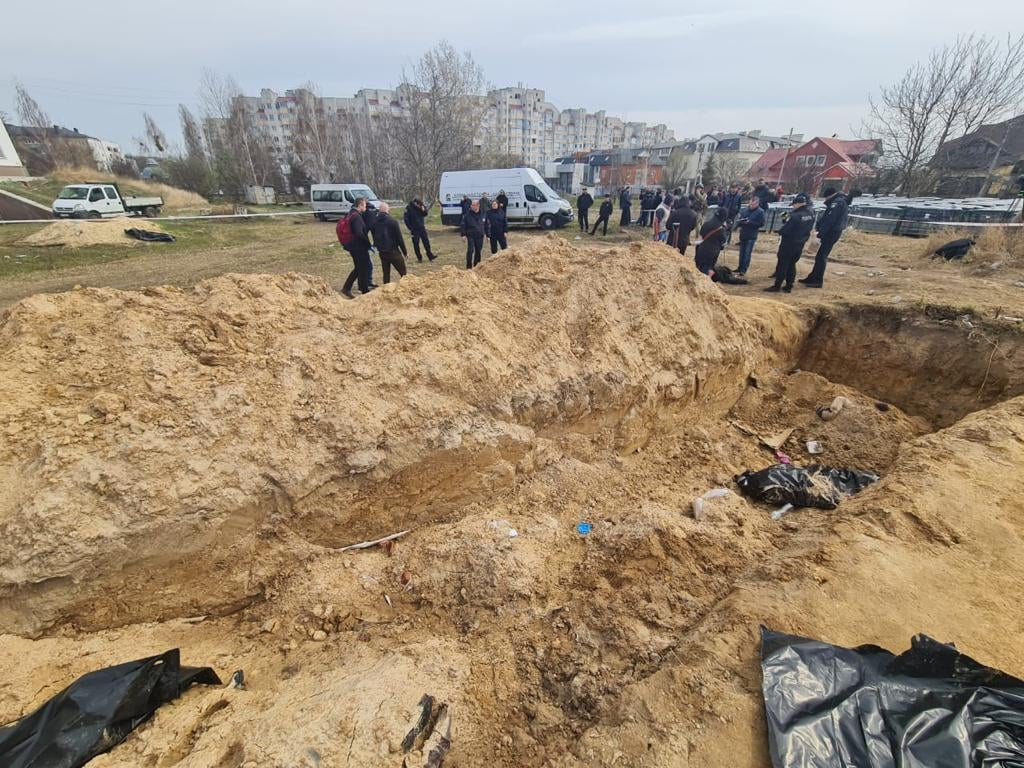
Buča po ruské okupaci

Dne 2. dubna 2022 byla na sociálních sítích zveřejněna prvotní videa toho, co zbylo po stažení ruských jednotek, a ukazovala masové zabíjení civilistů. Po stažení ruských jednotek z Buči koncem března se objevily důkazy o četných zvěrstvech spáchaných útočníky během okupace regionu. Ve sklepě bylo nalezeno 18 zohavených těl zavražděných mužů, žen a dětí. Těla vykazovala stopy mučení; byly jim uříznuty uši a vytrhány zuby. Těla dalších zabitých civilistů byla ponechána na silnici, pravděpodobně některé z nich zabily ruské výbušniny jako návnada před ústupem. Starosta Buči Anatolij Fedoruk oznámil objev hromadného hrobu, kde bylo pohřbeno 280 lidí a desítky mrtvol ležely na ulicích, někteří se svázanýma rukama. Hlavním způsobem vraždy byl výstřel do týla. Zvláště brutálně v posledních dnech okupace těsně před ústupem byli téměř všichni muži, kteří zůstali v okupovaném městě a ve věku 18 až 60 let, popraveni. Noviny Guardian napsaly, že poté, co ukrajinské ozbrojené síly osvobodily Kyjevskou oblast, byly svědky šokující devastace území: těla na silnicích, svědectví o popravách civilistů, masové hroby a zabité děti.
Těla civilistů byla rozptýlena na hlavní ulici. Těla obyvatel města Buča byla nalezena i na dvorech domů a na dalších místech.

Obyvatelé i starosta potvrdili, že jejich sousedy zabily ruské jednotky. Mnoho mrtvých se před smrtí snažilo žít svůj každodenní život: venčení psů, jízda na kole nebo nošení tašek s nákupem. Těla byla neporušená, což naznačuje, že lidé byli zastřeleni, nikoli zabiti výbušninami. Záběry ukazují mrtvé civilisty se svázanýma rukama, na jiných záběrech – mrtvý muž u svého kola. Domácí a další zvířata byla bezdůvodně zastřelena. Novináři, kteří vstoupili do města sami, našli mrtvé civilisty.
Ukrajina uvedla, že po odchodu Rusů byl nalezen hromadný hrob s 300 lidskými těly. Anatolij Fedoruk také potvrdil, že nejméně 280 obyvatel města bylo pohřbeno v hromadných hrobech. Dalších 57 těl museli místní pohřbít do dalšího hromadného hrobu.
Civilisté uvedli, že mnozí z přeživších se před Rusy schovali ve sklepech, příliš se báli odejít. Někteří neměli elektřinu ani teplo celé týdny, k ohřevu vody a k vaření používali svíčky. Ze svých úkrytů vyšli, až když vyšlo najevo, že Rusové odešli.
Objevily se důkazy, že si Rusové vytipovali ukrajinské civilisty a zabili je organizovaným způsobem, o čemž svědčí mnoho těl, která byla nalezena se svázanýma rukama za zády. 2. dubna reportér AFP uvedl, že viděl nejméně 20 těl civilistů ležet na ulicích Buči, přičemž dvě těla byla svázána dohromady. Fedoruk oznámil, že všichni tito jedinci byli střeleni zezadu do hlavy.

## Oběti

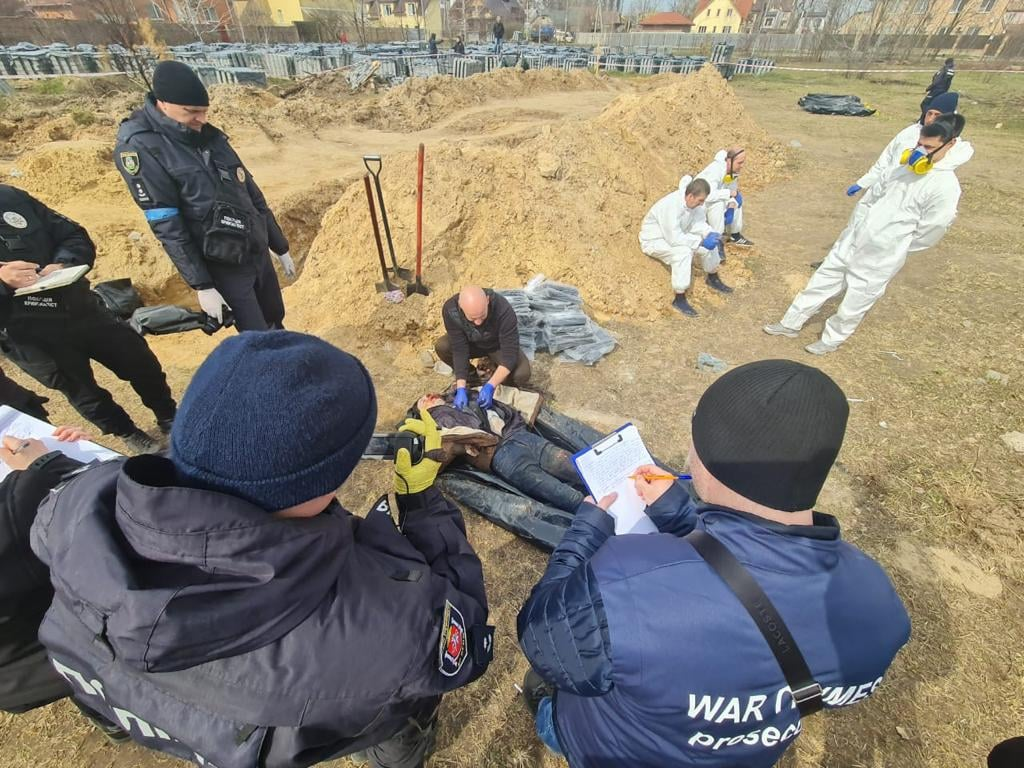
Exhumace obětí z hromadných hrobů

K srpnu 2022 bylo nalezeno 458 těl obětí z řad civilistů, z toho 419 na sobě mělo stopy násilí (střelné rány, mučení, bití). 366 těl je mužského pohlaví, 86 ženského pohlaví, 5 těl bylo ve stavu, kdy pohlaví nemohlo být určeno. 9 těl patřilo dětem mladším 18 let. Některá těla byla spálena, 50 těl zatím nebylo identifikováno, zejména pak těla seniorů bez blízkých příbuzných.
Mezi oběťmi je i podnikatel a proruský politik a bývalý prezidentský kandidát Olexandr Ržavskij, který byl opilými okupanty zastřelen ve svém domě, když jim odmítl vydat další alkohol.
Zavražděn byl i Ilja Navalnyj, příbuzný ruského opozičního politika Alexeje Navalného.

## Reakce

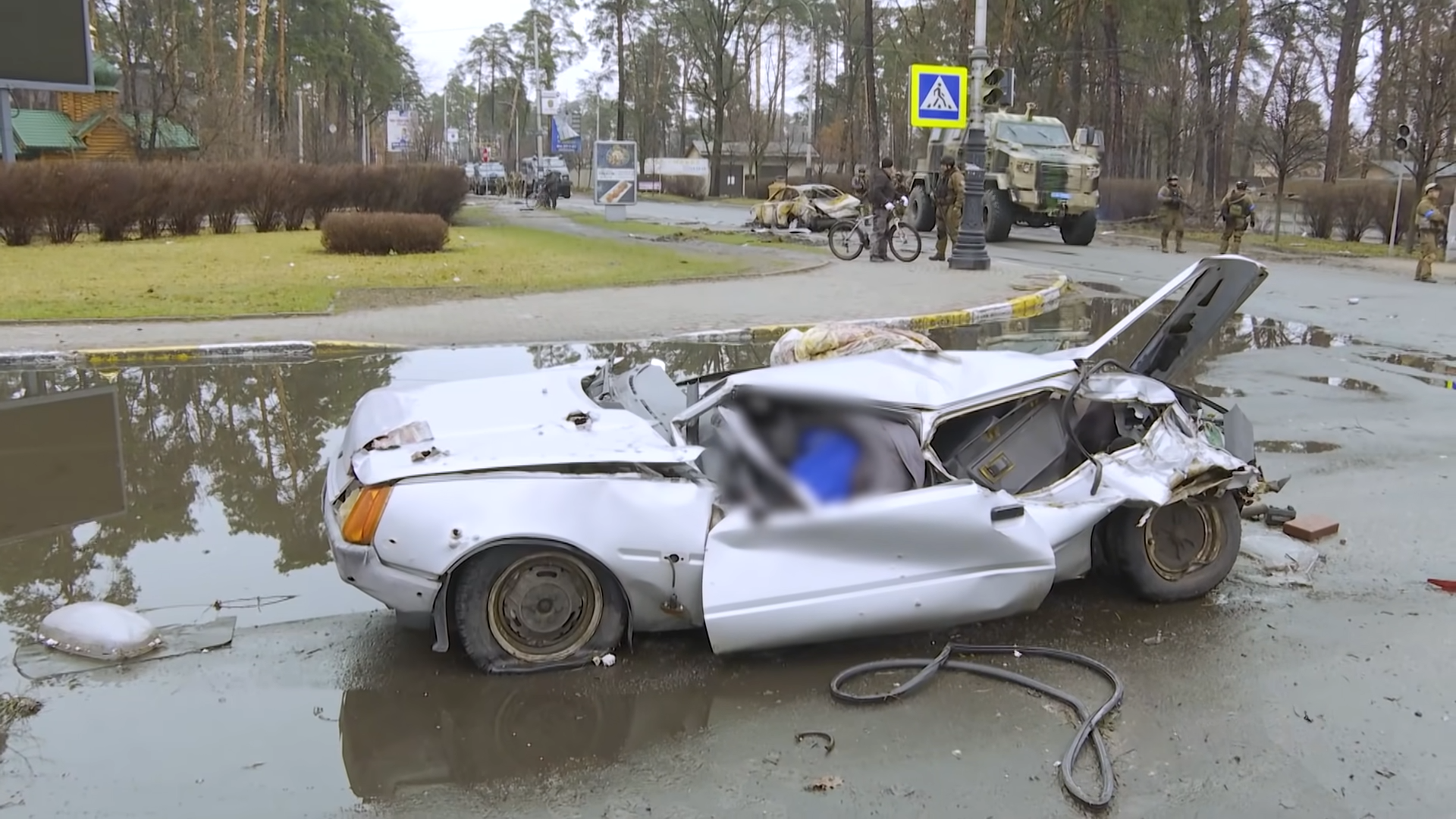
Zničené auto v Buči, 2. dubna 2022

### Ukrajina
Ministr zahraničí Dmytro Kuleba označil události za „úmyslný masakr“. Řekl, že Rusko je „horší než ISIS“ a že ruské síly mají na svědomí vraždy, mučení, znásilňování a rabování. Kuleba rovněž vyzval země G7, aby uvalily další „zničující“ sankce.
Kyjevský starosta Vitalij Kličko v rozhovoru pro deník Bild uvedl, že „to, co se stalo v Buči a na dalších předměstích Kyjeva, lze označit pouze za genocidu“, a obvinil ruského prezidenta Vladimira Putina z válečných zločinů. Dne 4. dubna 2022 navštívil oblast prezident Zelenskyj, aby novinářům a světu ukázal zvěrstva v Buči.

### Rusko
Ruský ministr zahraničí Sergej Lavrov označil masakr za další „falešný útok“ proti Rusku a prohlásil, že byl zinscenován. Uvedl, že ruské síly opustily město Buča 30. března, zatímco důkazy o zabíjení se objevily o čtyři dny později, po příjezdu ukrajinské bezpečnostní služby, a tvrdil, že 31. března starosta města Buča Anatolij Fedoruk zveřejnil videozprávu, v níž uvedl, že ruská armáda opustila město, aniž by se zmínil o místních obyvatelích zastřelených v ulicích.
Telegramový kanál ruského ministerstva obrany přeposlal zprávu, v níž uvedl, že ruské síly se během bitvy nezaměřily na civilisty. Podle tohoto prohlášení nemohl být masakr ruskou armádou utajen a masový hrob ve městě byl zaplněn oběťmi ukrajinských náletů. Ministerstvo uvedlo, že analyzovalo video, které údajně ukazuje těla mrtvých civilistů v Buči, a uvedlo, že natočená těla se pohybovala. Toto tvrzení prošetřilo moskevské oddělení BBC, které dospělo k závěru, že neexistují žádné důkazy o tom, že by video bylo zinscenované. Bellingcat příznivě citoval zprávu BBC a dále zpochybnil časovou osu prezentovanou ruskými vládními zdroji. Bellingcat zejména uvedl, že jak ruské médium TV Zvezda, tak tajemník městské rady v Buči Taras Šapravskij uvedli, že ruské síly byly v Buči přítomny přinejmenším ještě 1. dubna.
Ruská vláda se intenzivně snažila zamezit zveřejňování informací o masakru na ruskojazyčné verzi Wikipedie. Ruský novinář Ilja Krasilščik byl za zveřejnění informací o masakru na svém účtu na síti Instagram obviněn ze šíření nepravdivých informací.
Podle průzkumu provedeného ve třech ruských populárních nacionalistických telegramových skupinách, který analyzoval 300 komentářů ve dvou dnech od zveřejnění masakru, asi polovina diskutujících pochybovala o věrohodnosti zpráv o masakru, druhá polovina pak vyjadřovala souhlas s masakrem. V jedné skupině byl zveřejněn i inzerát nabízející k prodeji trička se symboly invaze „V“ a „Z“, obrázkem zabijačky a s textem „Zabijačka v Buči: Můžeme to udělat znovu“.
Ruský prezident Vladimir Putin udělil 18. dubna 2022 64. samostatné motostřelecké brigádě, viněné ze spáchání masakru, čestné označení gardové jednotky.

### Mezinárodní reakce
Masakr odsoudil předseda Rady EU Charles Michel, který prohlásil, že je „šokován strašidelnými záběry zvěrstev spáchaných ruskou armádou v Kyjevě“, a přislíbil, že EU pomůže Ukrajině a lidskoprávním skupinám při shromažďování důkazů, které budou použity u mezinárodních soudů. Podobně vyjádřil své zděšení nad útoky na civilisty generální tajemník NATO Jens Stoltenberg. Generální tajemník OSN António Guterres vyjádřil nad záběry šok a vyzval k nezávislému vyšetřování, které by zajistilo účinnou odpovědnost.

#### Země
- Austrálie –⁠ Ministryně zahraničních věcí Marise Payneová v televizním rozhovoru odsoudila údajné válečné zločiny a řekla: „...masakrování lidí v masových hrobech, vraždění a používání znásilnění jako válečné zbraně... musí být vyšetřeno“.[50]
- Česko –⁠ Premiér Petr Fiala odsoudil masakr: „Záběry zavražděných civilistů z míst osvobozených ukrajinskou armádou jsou děsivé. Ruská armáda se dopouští na Ukrajině válečných zločinů,“ napsal na Twitteru.[51] Ministr zahraničních věcí Jan Lipavský začal volat po nejpřísnějších sankcích.[52] „Systematické vraždění civilistů, jehož se dopouští prchající ruská armáda, je další z řady odporných válečných zločinů Putinova režimu. Česká diplomacie se společně se spojenci bude zasazovat o to, aby všichni odpovědní byli potrestáni“ napsalo MZV na Twitteru.[53] Událost odsoudil i bývalý premiér a předseda hnutí ANO Andrej Babiš.[54]
- Chile –⁠ Ministerstvo zahraničních věcí odsoudilo údajný masakr a vyjádřilo své „znepokojení nad krutými obrazy zavražděných civilistů ve městě Buča na Ukrajině“ a vyzvalo k „nezávislému a nestrannému vyšetřování těchto událostí, určení odpovědnosti a sankcionování podle mezinárodních standardů“ těch, kteří jsou za ně odpovědní.[55]
- Kanada –⁠ Premiér Justin Trudeau prohlásil: „Důrazně odsuzujeme vraždění civilistů na Ukrajině, jsme i nadále odhodláni pohnat ruský režim k odpovědnosti a budeme i nadále dělat vše, co je v našich silách, abychom podpořili lid Ukrajiny,“ uvedl v neděli na Twitteru premiér Justin Trudeau. „Osoby odpovědné za tyto hanebné a otřesné útoky budou postaveny před soud.“ Ministryně zahraničních věcí Mélanie Jolyová označila ruské akce za „šokující“ a „nesmyslné vraždění nevinných civilistů“ a uvedla, že „Kanada nebude šetřit žádným úsilím, včetně vyšetřování válečných zločinů, aby zajistila, že odpovědní budou pohnáni k odpovědnosti“.[56]
- Dánsko –⁠ Dánská premiérka Mette Frederiksenová na Facebooku napsala, že její „srdce pláče pro Ukrajinu“, a dodala, že „Putinovy zločiny jsou srdcervoucí, brutální a nesmí být nikdy zapomenuty“.[57]
- Estonsko –⁠ Estonská premiérka Kaja Kallasová uvedla, že záběry z Buči připomínají masové vraždy spáchané Sovětským svazem a nacistickým Německem, a vyzvala ke shromáždění podrobností a postavení pachatelů před soud. Dodala, že „toto není bojiště, ale místo činu“.[58]
- Finsko –⁠ Finský prezident Sauli Niinistö a premiérka Sanna Marinová prohlásili, že válečné zločiny na Ukrajině musí být vyšetřeny, přičemž se odvolávali na zvěrstva v Buči.[59]
- Německo –⁠ Německý vicekancléř Robert Habeck označil události v Buči za „neospravedlnitelné“ a za „strašný válečný zločin“.[60] Německý kancléř Olaf Scholz prohlásil, že „V kruhu spojenců schválíme v příštích dnech další opatření,“ prohlásil a zdůraznil, že vraždění civilistů je válečný zločin. „A budeme nadále dodávat zbraně Ukrajině, aby se mohla bránit ruské invazi,“ dodal Scholz.[61]
- Gruzie –⁠ Gruzínská prezidentka Salome Zurabišviliová na Twitteru napsala, že to, co se děje v Buči, je „zločin proti lidskosti“, který „nebude nikdy zapomenut“.[62]
- Irsko –⁠ Irský ministr zahraničních věcí Simon Coveney prohlásil, že „šokující scény zvěrstev [...] ze strany ruských sil musí být plně zdokumentovány a stíhány mezinárodním soudem“ a že za takové válečné zločiny „nemůže existovat žádná beztrestnost“.[63]
- Izrael –⁠ Izraelský velvyslanec na Ukrajině označil masakr za válečný zločin, izraelský ministr zahraničí Jair Lapid masakr ostře odsoudil a poprvé v souvislosti s válkou na Ukrajině použil termín „válečný zločin“.[64][65]
- Itálie –⁠ Italský premiér Mario Draghi prohlásil, že záběry z Buči jsou „ohromující“ a že „ruské úřady musí nést odpovědnost za to, co se stalo“. Vyjádřil také plnou solidaritu Itálie s Ukrajinou a jejími občany.[66]
- Japonsko –⁠ Japonský premiér Fumio Kišida novinářům řekl, že Japonsko důrazně odsuzuje „porušování mezinárodního práva“, a uvedl, že země zváží uvalení dalších sankcí na Rusko.[67]
- Litva –⁠ Litva odsoudila ruské „válečné zločiny“ a „zločiny proti lidskosti“ a ministr zahraničních věcí Gabrielius Landsbergis prohlásil, že země zahájí vyšetřování u Mezinárodního trestního soudu. Litva rovněž oznámila, že v reakci na tyto události vyhostí ruského velvyslance a uzavře ruský konzulát ve městě Klaipéda.[68]
- Moldavsko –⁠ Moldavská prezidentka Maia Sanduová označila událost za „zločiny proti lidskosti“ a vyhlásila 4. duben 2022 dnem státního smutku na památku všech Ukrajinců zabitých v rusko-ukrajinské válce.[69]
- Nizozemsko –⁠ Nizozemský premiér Mark Rutte napsal, že je „šokován“ zprávami o „strašlivých zločinech“ v oblastech, z nichž se Rusko stáhlo. Dodal, že je třeba je „vyšetřit“ a že Nizozemsko a jeho partneři „nedají pokoj“, dokud nebudou „pachatelé válečných zločinů“ pohnáni k odpovědnosti.[70]
- Nový Zéland –⁠ Novozélandská premiérka Jacinda Ardernová označila zprávy z Buči za „odsouzeníhodné“ a že „Rusko se musí zodpovídat světu za to, co udělalo“.[71]

- Polsko –⁠ Polský premiér Mateusz Morawiecki označil událost za genocidu: „Zločiny, které Rusko spáchalo na téměř 300 obyvatelích Buča a dalších měst u Kyjeva, musí být označeny za genocidu a jako takové musí být řešeny“ napsal na Facebook. Polský ministr zahraničí vyzval mezinárodní společenství, aby pomohlo Ukrajině vyšetřit akce ruské armády v oblasti kolem Kyjeva, protože rozhořčení nad nálezem mrtvých těl ve městě Buča vzrostlo. „Osvobozování kyjevské oblasti odhaluje barbarská zvěrstva páchaná ruskými ozbrojenými silami,“ uvedl na Twitteru Zbigniew Rau, který je zároveň úřadujícím předsedou Organizace pro bezpečnost a spolupráci v Evropě (OBSE) pro tento rok.[72]
- Slovensko –⁠ Slovenský premiér Eduard Heger přirovnal masakr k „apokalypse války v bývalé Jugoslávii“ a řekl, že „barbarské řádění ruských vojáků je šokující a bude potrestáno mezinárodním společenstvím“.[73]
- Španělsko –⁠ Španělský premiér Pedro Sánchez vyjádřil „zděšení, bolest a rozhořčení“ nad „strašnými obrazy“, které přicházejí z Buči, označil je za válečné zločiny a prohlásil, že jejich pachatelé nemohou zůstat nepotrestáni. Sánchez zopakoval svou podporu a solidaritu ukrajinskému lidu. Sánchez prohlásil, že viděl důkazy o „možné genocidě“, a vyzval k vyšetřování.[74][75]
- Spojené království –⁠ Liz Trussová, britská ministryně zahraničí, uvedla, že je „zděšena zvěrstvy v Buči a dalších městech na Ukrajině“ a že „zprávy o tom, že ruské síly útočí na nevinné civilisty, jsou odporné“. Uvedla také, že odpovědné osoby budou pohnány k odpovědnosti.[76]